# Facundo Cangiani
Facundo Nicolás Cangiani (n. 23 de abril de 1991) es un jugador argentino de balonmano que juega de extremo derecho para el Bathco Torrelavega. Es internacional con la selección de balonmano de Argentina.
Con esta disputó el Campeonato Panamericano de Balonmano Masculino de 2014 y el Campeonato Mundial de Balonmano de 2015 en Catar. Campeonato del mundo 2017 en Francia, Campeonato del mundo 2023 en Polonia y Suecia y el Campeonato del mundo en 2025 en Croacia Noruega y Dinamarca.

## Palmarés
- Oro en el Campeonato Panamericano de balonmano 2014.